# Skillingaryd
Skillingaryd è una città della Svezia, capoluogo insieme a Vaggeryd del comune di Vaggeryd, nella contea di Jönköping. Ha una popolazione di 3.808 abitanti.